# Tine Høeg
Tine Høeg (geboren 21. November 1985 in Albertslund Kommune) ist eine dänische Schriftstellerin.

## Leben
Tine Høeg studierte Dänisch und Philosophie an der Universität Kopenhagen und machte 2012 einen M.A. Ihr erster Roman Nye rejsende wurde 2017 mit dem Bogforums Debutantpris ausgezeichnet. Der Roman kam 2018 als Theaterstück im Königlichen Dänischen Theater auf die Bühne. Der Roman Sult wurde 2025 bei Netflix verfilmt.
Høeg lebt in Kopenhagen.

## Werke
- Hej Sol Fuck Love. Lyrik. AFV Press, 2013
- Nye rejsende. København: Rosinante, 2017
  - Neue Reisende : Roman. Übersetzung Gerd Weinreich. Graz: Droschl, 2020
- I Tried to Dance it Away. Hörspiel. AKT1, 2017
- Tour de chambre. København: Gutkind, 2020
- Monstera. Hörspiel. AKT1, 2021
  - Tour de Chambre : Roman. Übersetzung Gerd Weinreich. Graz: Droschl, 2022
- Sult : roman. København: Gutkind, 2022
  - Hunger : Roman. Übersetzung Gerd Weinreich, Ingrid Weinreich. Graz: Droschl, 2025